# Eiko Yamada
Pour les articles homonymes, voir Eiko (homonymie) et Yamada.
Eiko Yamada (山田 栄子, Yamada Eiko), née le 13 juin 1950 à Yokohama, est une seiyū. Elle travaille pour son propre compte mais travaillait avant pour Aoni Production.

## Rôles

### Film d'animation
- Dragon Ball : L'Aventure mystique : Mai
- Les 4 filles du docteur march (1987): Jo March
- Anne...La maison aux pignons verts (1979): Anne Shirley
- Pollyanna (1986): Jimmy Bean
- Princesse Sarah (1985): Lavinia Herbert